# Trachyspermum triradiatum
Trachyspermum triradiatum är en flockblommig växtart som beskrevs av H.Wolff. Trachyspermum triradiatum ingår i släktet ajowaner, och familjen flockblommiga växter. Inga underarter finns listade i Catalogue of Life.